# Thomas Imdahl
Thomas Imdahl (* 8. Juli 1970 in Hilden) ist ein ehemaliger Eishockeyspieler.

## Werdegang
Der Stürmer Thomas Imdahl spielte als Jugendlicher bei der Düsseldorfer EG und wurde 1985 mit der Schülermannschaft deutscher Meister. Nach Ablauf seiner Jugendzeit wechselte er zum Duisburger SV in die 2. Bundesliga. Die Duisburger Mannschaft musste nach wenigen Spieltagen insolvenzbedingt den Spielbetrieb einstellen. Imdahl wechselte daraufhin zur Herforder EG in die drittklassige Oberliga Nord. In der folgenden Saison 1992/93 machte Imdahl mit 26 Saisontoren auf sich aufmerksam und wechselte am Saisonende zum Kölner EC in die Bundesliga. Mit den Kölnern erreichte er in der Saison 1993/94 das Halbfinale, wo die Haie am EC Hedos München scheiterten.
Im Sommer 1994 löste die Deutsche Eishockey Liga die Bundesliga als höchste Spielklasse ab. Thomas Imdahl wechselte zu den Ratinger Löwen und ein Jahr später zum Ligarivalen Krefeld Pinguine. 1996 wechselte Imdahl dann zum EV Duisburg in die zweitklassige 1. Liga Nord und wurde mit seiner Mannschaft Vizemeister hinter dem EHC Neuwied. Nachdem Imdahl in der Saison 1997/98 inaktiv war kehrte er im Sommer 1998 nach Ratingen zurück und schloss sich den Ice Aliens an. Nach der Saison 1999/2000 beendete Thomas Imdahl seine Spielerkarriere.